# Colpochila gibbosicollis
Colpochila gibbosicollis är en skalbaggsart som beskrevs av Blackburn 1890. Colpochila gibbosicollis ingår i släktet Colpochila och familjen Melolonthidae. Inga underarter finns listade i Catalogue of Life.